# 크레키오
크레키오(이탈리아어: Crecchio)는 이탈리아 아브루초주 키에티도에 있는 코무네이다. 중세 시대의 성이 잘 보존되어 있다.

## 주요 관광지
크레키오에 있는 성은 제2차 세계 대전 중에 유명해졌는데, 이탈리아가 연합국에 항복한 후인 1943년 9월 10일에 이탈리아 왕국의 국왕 비토리오 에마누엘레 3세가 오르토나의 항구를 통해 이탈리아를 떠나기 전 이곳에 있는 성에서 하룻밤을 묵고 갔기 때문이다. 또한 성 내부에는 매년 많은 관광객들이 방문하는 비잔티움, 에트루리아 박물관이 위치해 있다.